# Kasteel Grodziec
Kasteel Grodziec is een kasteel op een hoge beboste heuvel in het Poolse dorp Grodziec (gemeente Zagrodno) in Neder-Silezië.
Het kasteel Grodziec bestaat sinds de 12e eeuw, maar is in de 15e eeuw uitgebreid door de vorst van Silezië-Liegnitz, Frederik I en zijn zoon tot een gotisch renaissancekasteel. 
In de Dertigjarige Oorlog die volgde is het kasteel deels weer beschadigd. Rond 1800 werd het kasteel weer grootschalig opgeknapt door Hans Heinrich IV von Hochberg. Rond 1930 was het kasteel al een toeristische attractie.
Rond 1900 kwam het kasteel in bezit van baron dr. Wilibald von Dirksen, die het verder op liet knappen door de architect Bodo Ebhardt. Deze werkzaamheden werden afgesloten met een opening in 1908 door Wilhelm II van Duitsland.
In 1945 brandden delen van het kasteel af.
Tegenwoordig bestaat het kasteel uit ruïnes, terwijl de hoofdgebouwen opgeknapt zijn en toegankelijk voor toeristen.